# Новороб (монета)

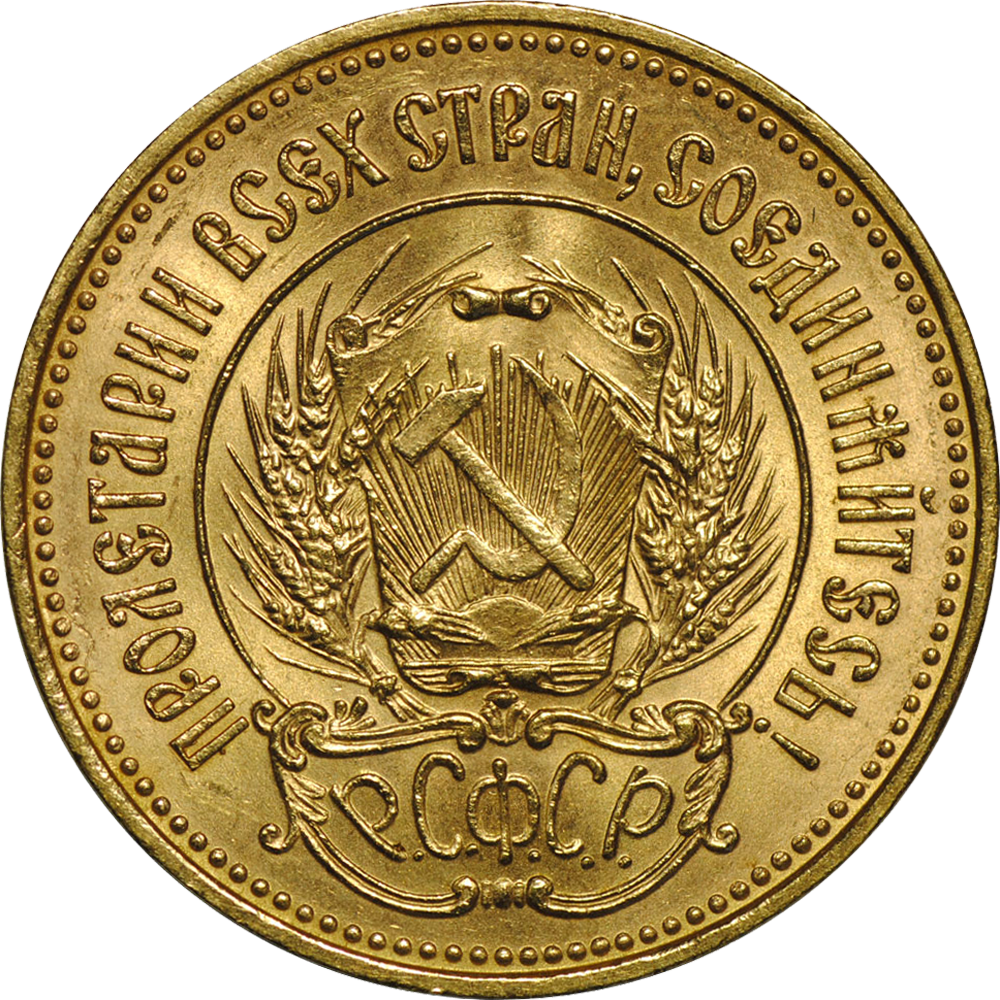
Червінець «Сіяч», 1975—1982. Оригінальна монета карбувалася в 1923 р.

Новоробна монета (англ. restrike, нім. Neuschlag/Neuprägung) — монетоподібний знак, викарбуваний за прототипом існуючої монети для колекціонерів-нумізматів. Карбувалися або справжніми, або новоствореними штемпелями на державному монетному дворі пізніше, ніж виготовлялася справжня монета. Іноді для розрізнення новоробу від оригіналу його забезпечують спеціальними мітками.
Термін «новороб» є перекладом слова «новодел» з російської нумізматики. Потім почав використовуватися і в інших сферах колекціонування та мистецтва на позначення копії оригінального виробу, який втрачений або важкодоступний. В англомовній нумізматиці подібне до новороба значення має термін «рестрайк» (англ. restrike, перекарбування).

## Термінологія

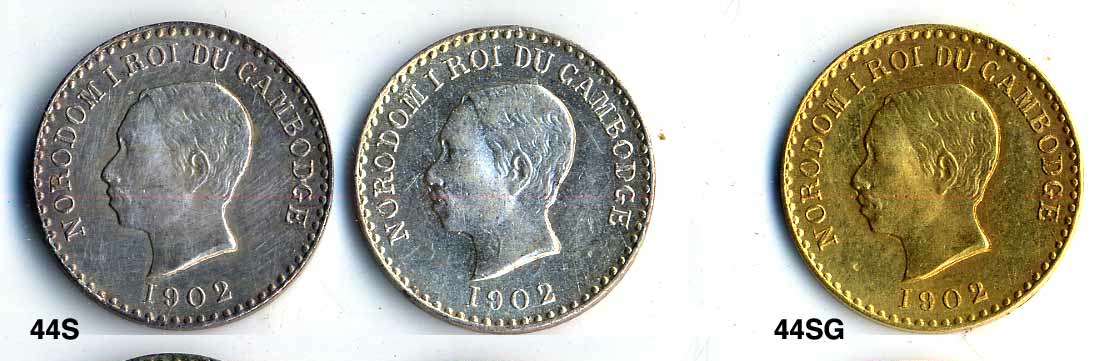
Сувенірна монета, рестрайк монети Французького протекторату Камбоджа 1902 р.

Перекарбовані монети виготовляються монетними дворами для святкування особливих подій, віддання шани старим і дуже популярним монетам або для висвітлення важливого моменту в історії монетного двору чи країни. Вони не замінюють справжні монети й не претендують на аналогічну цінність.
Новоробом іноді помилково називають підробки та копії, виготовлені в наш час з метою наживи для збуту людям, які погано знаються на нумізматиці. Суттєвою характеристикою новоробної монети є те, що вона випускається монетним двором офіційно і покупців проінформовано, що це не оригінальний виріб.
Англомовний термін «рестрайк» вживається також щодо старих монет, на яких були викарбувані позначки, що роблять їх допустимими для обігу. Так робили, наприклад, у Стародавньому Римі. Перекарбування старих монет замість їх переплавлення практикувалося і у Середні віки в Англії, Русі, Криму та пізніше в інших регіонах.

## Класифікація

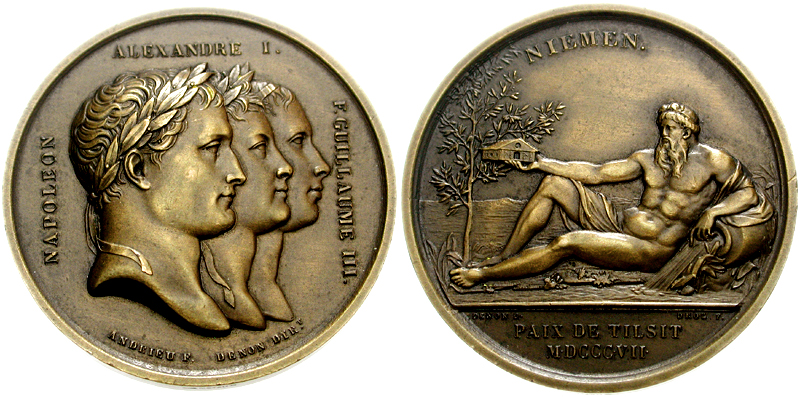
Рестрайк медалі часів Наполеона Бонапарта 1804—1814 рр., виконаний між 1880—1950 рр.

Новороби можна розділити на два типи:
- Новороби, за карбування яких монетний двір намагався досягти максимальної ідентичності оригінальним монетам. До них належать, наприклад, «Гангутський» рубль, викарбуваний у 1927 (оригінальний «Гангутський» рубль карбувався в 1914) — більшість «Гангутських» рублів, що збереглися, є новоробами, але достовірно відрізнити їх від оригінальних монет неможливо[8][9].

- Новороби, при карбуванні яких монетний двір вносив навмисні відмінності у зовнішній вигляд монети, що дозволяють однозначно відрізнити новороб від оригінальної монети. Часто такою відмінністю є вказівка фактичного року карбування. До таких новоробів належить, наприклад, золотий червінець «Сіяч», викарбуваний у 1975—1982.

Новороби, навіть цілком ідентичні оригінальним монетам, оцінюються дешевше.
За якістю та способом виготовлення можна виділити 3 категорії:
- Низькоякісні підробки, виготовлені в кустарних умовах. Найчастіше мають невідповідності у матеріалі, і, відповідно, масі. Відрізнити їх може навіть неспеціаліст, який має ваги та опис оригіналу. Основна країна-виробник — Китай.
- Якісні монети, зроблені з використанням ідентичного матеріалу та схожого на оригінальне обладнання, але з використанням неоригінальних штемпелів. Найчастіше мають незначні відмінності, за якими фахівець може відрізнити їх від оригіналу.
- Монети викарбувані на оригінальних штемпелях, але пізніше оригіналу. Мають найвищий ступінь копійності, через що розпізнати новороб важко навіть для фахівця.

У деяких джерелах монети, що мають ознаки новоробства, але при цьому мають вказівку фактичного року карбування, не належать до новоробів. Наприклад, золотий червонець «Сіяч», викарбуваний у 1975—1982, у термінології Держбанку СРСР і Банку Росії ніколи не називається новоробом.

## Історія
У середині-кінці XIX ст. вироблялися приватні перевипуски трьох великих центів (1804, 1810 та 1823 років) у зв'язку зі становленням американської нумізматики.
У імператорській Росії карбування новоробних монет на монетному дворі заборонено з 1890, за радянських часів практика виготовлення новоробів відновилася[джерело?].
За радянських часів відомі так звані хрущовські новороби, а також пам'ятні рублі, викарбувані повторно наприкінці 1980-х спеціально для колекціонерів[джерело?].
В Україні новоробами називаються також споруди, як-от Десятинна церква, збудована поблизу оригінальної церкви, архітектура якої достеменно невідома. Термін існує принаймні з 1970-х років.